# 메갈로사우루스상과
메갈로사우루스상과(Megalosauroidea)는 수각류의 한 분류군으로 때로는 스피노사우루스상과 혹은 토르보사우루스상과라고도 불린다.
스피노사우루스과와 메갈로사우루스과, 피아트니츠키사우루스과를 포함하는 군이다. 백악기 말 대멸종 이전에 절멸한다.

## 같이 보기
- 카르노사우루스하목